# Лі Бань
Лі Бань (спрощ.: 李班; піньїнь: Lǐ Bān; 288 — 5 грудня 334) — другий імператор династії Чен періоду Шістнадцяти держав.

## Життєпис
Був сином Лі Дана, племінником Лі Сюна. Останній мав понад 10 синів від наложниць, але законного спадкоємця від дружини не мав, тому він вирішив оголосити своїм наступником сина покійного Лі Дана. Він мотивував таке рішення тим, що державу фактично створили Лі Те і Лі Дан. Лі Сян, дядько Лі Сюна, передбачав, що таке рішення призведе до проблем зі спадкуванням престолу, втім Лі Сюн до нього не дослухався.
334 року Лі Сюн захворів і невдовзі помер. Його сини лишились незадоволені тим, що їх обійшли у праві спадкування престолу. Тоді двоє з них — Лі Юе та Лі Ці — організували змову проти Лі Баня. Лі У (молодший брат Лі Баня), довідавшись про змову, порадив імператору негайно вислати Лі Юе й Лі Ці зі столиці, але той вирішив не робити цього до того моменту, коли буде похований їхній батько. Взимку, коли Лі Бань вночі перебував біля тіла Лі Сюна, Лі Юе вбив імператора та його старшого брата Лі Ду, після чого, сфабрикувавши едикт вдови-імператриці Жень, що звинувачував Лі Баня в злочинах, проголосив імператором Лі Ці.

## Девіз правління
- Юйхен (玉衡) 334